# رسانه تجاری

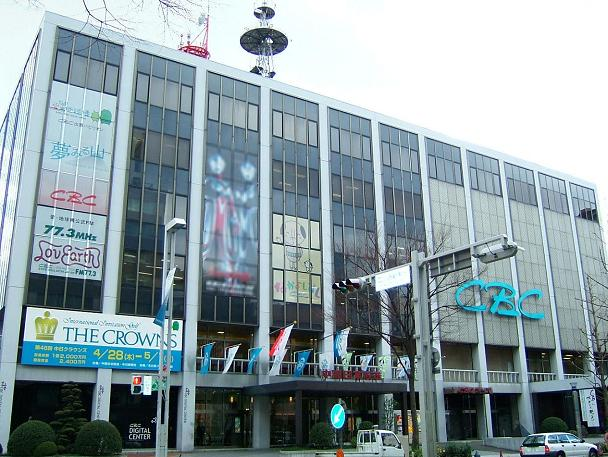
یک رسانهٔ تجاری

رسانهٔ تجاری (که رسانهٔ خصوصی نیز نامیده می‌شود) رسانه‌ای است که به تولید و پخش برنامه‌های تلویزیونی و رادیویی می‌پردازد و مالک آن شرکت‌های خصوصیِ رسانه‌ای هستند و نه دولت‌ها. این نخستین مدلِ رادیو (و بعداً تلویزیون) در ایالات متحده در دههٔ ۱۹۲۰ بود، بر خلاف مدلِ تلویزیون عمومی در اروپا در دهه‌های ۱۹۳۰، ۱۹۴۰ و ۱۹۵۰ که تا دههٔ ۱۹۸۰ در سراسر جهان به جز آمریکا و برزیل، شکلِ غالبِ رسانه بود.